# Andrzej Brzeszczyński
Andrzej Brzeszczyński (ur. 30 czerwca 1960) – polski piłkarz.
Karierę rozpoczynał w Mazovii Mińsk Mazowiecki, a następnie grał w Pogoni Siedlce. W 1984 trafił do Korony Kielce, która występowała wówczas w rozgrywkach II ligi. Cztery lata później został zawodnikiem Motoru Lublin, z którym w sezonie 1988/1989 awansował po barażach do I ligi. Zadebiutował w niej 29 lipca 1989 w meczu z Widzewem Łódź, w którym strzelił jedną z dwóch bramek dla swojego klubu, a przez następne 2,5 roku rozegrał w niej 68 spotkań. Wiosną 1992 odszedł do Czuwaju Przemyśl, zaś w 1993 powrócił do Motoru, w którego barwach ostatni raz wystąpił w sierpniu 1994, grając pełne 90 minut w pojedynku z Pomezanią Malbork. Piłkarską karierę kontynuował później w niemieckim klubie SV Arnstadt/Rudisleben oraz polskich Hetmanie Gołąb i LZS Dąbrowica.